# 康居

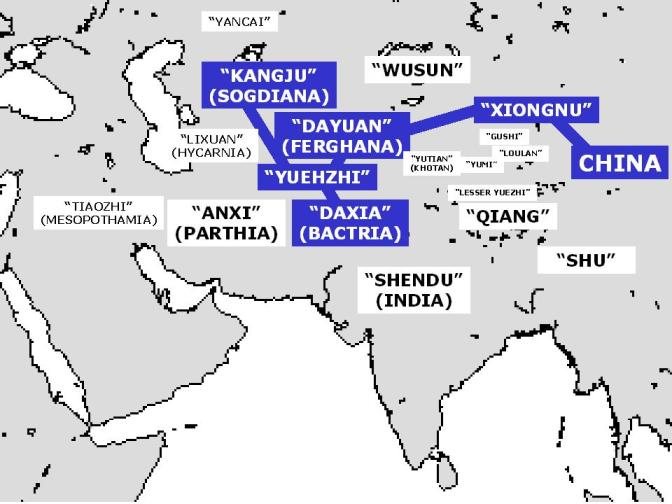
此為張騫西行報告中所描述之西域各國。被藍色標示的國家為張騫西行時所遊歷過的國家。上图将康居通称为索格底亚那。

康居，或康居国，东汉以后亦简称康国，又譯颯秣建國，位于今乌兹别克撒马尔罕。是古代生活在中亚地区的半游牧民族的国家或部落联盟，活动范围主要在今哈萨克东部及锡尔河中下游。唐代記載中，為昭武九姓宗主国之一，為粟特的一支。

## 名稱
在現在主流學者中，康居這個名稱，通常被認為源自粟特的變形。
學者蒲立本，認為吐火羅語的kāṅka-，被漢譯為康居，其字義為石頭。他認為康居由吐火羅人的一支建立。

## 概論
汉朝时期，居住于大宛、乌孙之西北，大月氏之北，奄蔡之东，呼揭以及贝加尔湖的丁零以西等地带。公元前2世纪，控弦者八九万人；公元前1世纪末年，人口达六十万，拥有军队十二万，以卑阗城作为国都和中心（今中亚泽拉夫尚河附近或锡尔河北岸）；据《汉书·西域传》所载，康居国的錫爾河中下游有五个小王，即苏筹王（治苏筹城）、附墨王（治附墨城）、窳匿王（治窳匿城），罽王（治罽城）和奥鞬王（治奥鞬城），这五个王以及其五座城池在康居王统治之下，一说这五座城即粟特商人城池的前身，后世中国史籍上称为昭武九姓，通称索格底亚那，关于这五座城的居民与以卑阗城为统治中心的康居王族是否属于同一族存在不同意见。和所有游牧民族一样，康居人随季节的变化而迁徙。冬季他们南下于锡尔河一带，夏季北上至“蕃内”，两地相距数千里之遥。他們可能是伊朗人種。
张骞从西域返回汉都后，带来了很多关于康居国的信息。汉武帝太初二年（前103年）李廣利第二次伐大宛时，康居王曾答应援助大宛，但见围困贵山城的汉兵处于优势未进攻。汉宣帝神爵四年（前58年），匈奴发生内乱，五单于纷争。直至五凤二年（前56年），匈奴呼屠吾斯自立为郅支单于，与其弟呼韩邪单于对敌。呼韩邪部降汉南迁。郅支部则向西北迁徙，于初元五年（前44年）以3000残兵移至康居领土，据记载郅支单于“杀康居王女及贵人、人民数百，或支解投都赖水中”，并以武力强迫康居人在都赖水（怛逻斯河）河畔兴建了郅支城（今塔拉斯）。汉元帝建昭三年（前36年），西域都护甘延寿、副校尉陈汤以40,000部队穿越帕米尔围困以土木兴建的郅支城，破城杀郅支单于（郅支之战），近3000匈奴人被杀和被俘虏，但西域的康居王对汉仍报有敌对态度。公元前后，康居国开始强盛，曾一度威胁其邻大月氏。1世纪中叶，随着贵霜统一大月氏，其国势转盛，康居国则逐渐衰败。至3世纪时似依旧游牧于锡尔河中游，但势力远不如两汉时期。
据唐代《通典·康国传》记载晋武帝泰始年间康居王那鼻遣使朝贡；北魏太武帝太延中，国名为者舌，遣使朝贡；隋朝时国名康国，隋炀帝大业中期迁使朝贡。后被突厥打击，被突厥化为康里。

## 康居国与康国、粟特城邦之别
康居国出现于汉代以前，与匈奴一样属于游牧民族，据《史记·大宛传》记载康居“行国也，随畜移徙，与匈奴同俗”，《汉书·西域传》记载“大月氏本行国也，随畜移徙，与匈奴同俗……康居国……与大月氏同俗”。康国是粟特城邦，属于定居式的经商民族，主要活动时间在曹魏至隋唐时期，粟特人有自己的文字，迄今最早的粟特文字来自东汉至曹魏时期的哈萨克斯坦库勒塔佩遗址，最早的粟特文书为英国考古学家斯坦因1907年在敦煌发现的西晋末年粟特文信札8。据《新唐书·西域传》记载，康居的苏薤城位于史国，其余城池分别位于何国（附墨城）、石国（窳匿城）、安国（罽城）和火寻（奥鞬城）。据《晋书·康居传》记载“康居国……其王居苏薤城“，据唐代《通典·康国传》记载康居“王理乐越匿地卑阗城，亦居苏薤城”，有学者认为康居国内或部落聯盟内五个小王中苏薤王统领的“苏薤城”，即南北朝至唐代的康国国都飒秣建，《魏书·西域传》称之为悉万斤，即今天撒马尔罕。
据北魏时期《魏书·西域传》记载“者舌国，故康居国”，“故康居國”指明和康居国有一定关系，从唐代《通典·石国传》记载“石国，隋时通焉。居于药杀水，都柘折城”，“者舌”或“柘折”即Chach，石国国都，指今塔什干；另据《隋书·西域传》“康国者，康居之后也”，“米国，都那密水西，旧康居之地也”，“史国，都独莫水南十里，旧康居之地也”，“曹国，都那密水南数里，旧是康居之地也”，“何国，都那密水南数里，旧是康居之地也”诸记载中的“康居之后”和“舊康居之地”，这些定居式粟特城邦和汉代的康居部落联盟都有一定关系，又或者这些粟特城池在汉代属康居王统治之下，有学者认为粟特城邦的前身即康居五个小王的城池。
据唐代《通典·康国传》记载，位于乌兹别克斯坦撒马尔罕的康國人深目高鼻多鬚髯，善於經商，男童五歲入學，隨後學商。康國人擅長音樂，樂器有大小鼓、琵琶、五弦箜篌、笛等。出產馬、驢、騾、犎牛、黃金、松香、葡萄酒等。

## 与其他部落的关系
學者童超認為，南匈奴19種中的羌渠種来自康居部落联盟。

## 后裔
康居與钦察联盟时期的康里人有關，也成為哈薩克汗國大玉茲的主體。與烏孫構成聯盟，是哈薩克人的重要族源，属吐火罗语支。

## 关連項目
- 烏孫
- 于闐
- 悦般
- 焉耆
- 龟兹
- 匈奴
- 姑墨
- 莎車
- 車師
- 昭武九姓
- 西域
- 疏勒国
- 大宛
- 大夏 (中亚古国)
- 大月氏
- 楼兰

## 延伸阅读
[在维基数据编辑]
 《欽定古今圖書集成·方輿彙編·邊裔典·康居部》，出自陈梦雷《古今圖書集成》
 《史記/卷123》，出自司馬遷《史記》
 《晉書·卷097》，出自房玄齡《晉書》
 《舊唐書·卷198》，出自刘昫《舊唐書》
 《新唐書·卷221下》，出自《新唐書》